# Carnavales de Iztapalapa

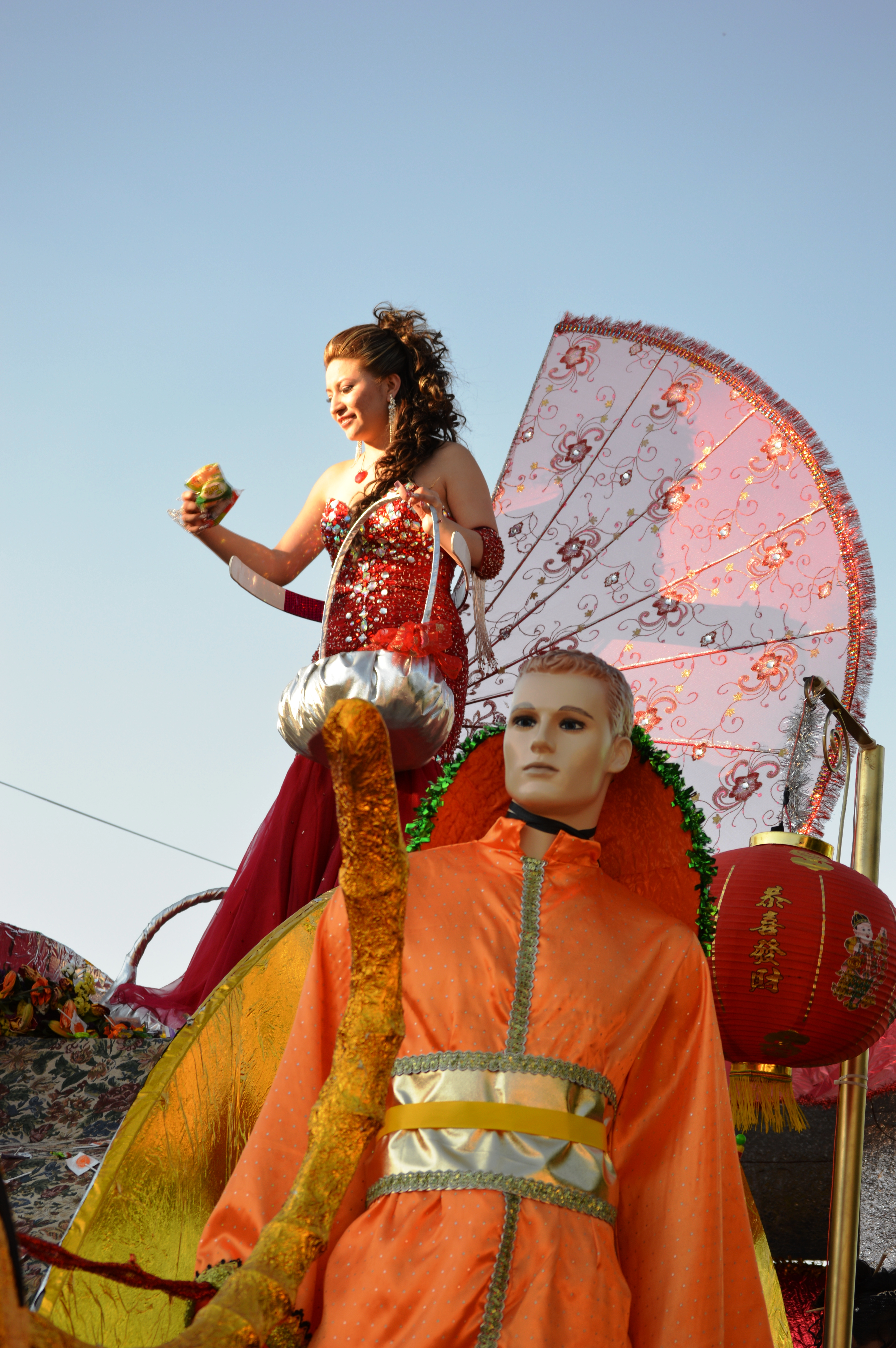
Una reina de carnaval paseando en el pueblo de Santa Maria Acatitla

Los Carnavales de Iztapalapa son varias festividades carnavaleras que se manifiestan en la Ciudad de México en la delegación de Iztapalapa. Estas celebraciones de tipo Carnaval fueron traídas a la Ciudad de México por los españoles pero subsecuentemente reprimidas por la Inquisición. En los carnavales hay celebraciones por grupo pero en el gran cierre de carnaval todos las comparsas (grupo de charros) de la comunidad se unen en un evento masivo que puede tener más de 200,000 personas.

## Historia
La tradición carnavalera fue traída a México por los españoles. Sin embargo, la Inquisición Mexicana, prohibió la mayoría de festividades parecidas forzando a que las celebraciones se llevaran a cabo en las afueras de la ciudad en zonas rurales del Valle de México, entre esos lugares se encontraba Iztapalapa. Sin embargo también fueron reprimidas las fiestas alrededor de 1780. Esto fue clandestino hasta la Independencia de México y desde entonces se ha mantenido como costumbre en varios lugares de Iztapalapa.

## Celebraciones

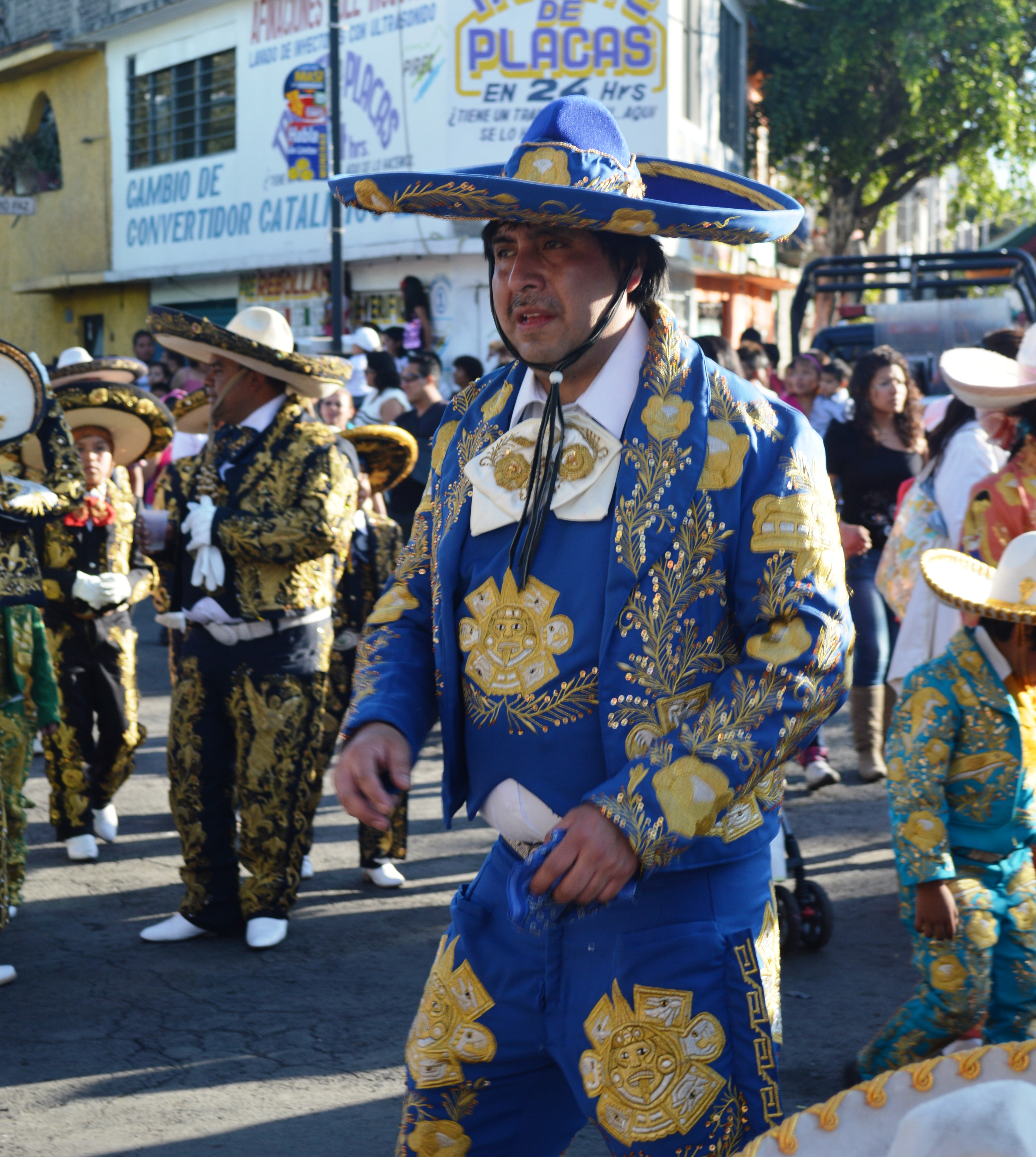
Charros en desfile

El carnaval es celebrado en diferentes comunidades de la ciudad, especialmente en los pueblos más antiguos. Estos incluyen Pueblo Culhuacán, Santa Cruz Meyehualco, Santa María Aztahuacán, Santa Martha Acatitla, San Lorenzo Tezonco, San Sebastián Tecoloxtitlán, Santiago Acahualtepec y Santa María Tomatlán, el centro histórico de Iztapalapa. La estructura básica de las comparsas son bailarines organizados, quienes portan en su mayoría el traje tradicional para este tipo de celebraciones, el traje de charros, y algunos también se caracterizan de personajes de caricatura. Las comparsas son acompañadas durante todo el desfile por una banda sinaloense que proporciona música para ellos. La mayoría de las reinas son coronadas por su comparsa. Posterior a la ceremonia, se dirigen a casa de la reina donde les espera una fiesta.
Una tradición relacionada al carnaval es lunes de ahorcado. Es un juego en donde un hombre interpreta el papel de un villano y es llamado a la horca por varios delitos cometidos en los cuales lo acusan de pegar y abandonar a su esposa. Y justo antes de ser sentenciado le dan un último deseo el cual es bailar danzón. Las comunidades se unen para el cierre el cual puede congregar a más de 200,000 personas.